# First of May
《First of May》是巴里·吉布主唱的一首英文歌曲，最初作為Bee Gees之專輯Odessa中的單曲發布。它是Bee Gees在主吉他手文斯·莫路尼離開後所發布的第一首歌。
它是電影《兩小無猜》（Melody）的插曲，亦被長谷部徹改编，作为TBS連續劇《彷徨少年时》的主题音乐。2015年台灣電影《五月一號》亦使用了該曲作為主題曲。